# Vertigo alabamensis
Vertigo alabamensis é uma espécie de gastrópode da família Vertiginidae.
É endémica dos Estados Unidos da América.